# Landschaftsschutzgebiet Hasselbicketal
Das Landschaftsschutzgebiet Hasselbicketal ein 20,07 ha großes Landschaftsschutzgebiet (LSG) östlich von Erlinghausen im Stadtgebiet von Marsberg. Das Gebiet wurde 2008 mit dem Landschaftsplan Marsberg durch den Kreistag des Hochsauerlandkreises ausgewiesen. Im Osten geht das LSG bis an die Stadt- und Kreisgrenze. Im Marsberger Gebiet grenzt es nur an das Landschaftsschutzgebiet Freiflächen um Erlinghausen / Auf der Sandkuhle vom Typ B an.

## Beschreibung
Im Landschaftsschutzgebiet Hasselbicketal befindet sich fast nur Grünland in einem Wiesental. Das Grünland wird als Weide, meist mit Rindern, und als Mähwiese genutzt. Das LSG wird von Feldgehölzen, Hecken und Baumgruppen reich gegliedert. Hier entspringt mit der Hasselbicke einer der wenigen wasserführenden linken Orpezuflüsse. Der Bach ist allerdings schon in seinem Oberlauf teilweise verrohrt und durch Viehtritt stark gestört, so dass keine typische Bachvegetation ausgebildet ist. Etwa in der Gebietsmitte findet sich an der Südseite ein größeres Buchenfeldgehölz, das die Quellmulde eines temporär wasserführenden Nebenbaches einnimmt. Die Krautvegetation der Quellmulde wird überwiegend durch Brennnessel und andere nährstoffzeigende Arten geprägt. Auch in den Grünlandbereichen mit ihrer überwiegenden Pferdebeweidung sind hier nur kleinflächig magere Bereiche ausgebildet.

## Schutzzweck
Die Ausweisung erfolgte zur Erhaltung, Ergänzung und Optimierung eines Grünlandbiotop-Verbundsystems in den Talauen und den Magergrünland-Gesellschaften in den Naturschutzgebieten, damit Tiere und Pflanzen Wanderungs- und Ausbreitungsmöglichkeiten behalten, und dem Erhalt der Vorkommen geschützter Vogelarten sowie dem Schutz artenreicher Pflanzengesellschaften.

## Rechtliche Rahmen
Das Landschaftsschutzgebiet Hasselbicketal wurde als eines von 30 Landschaftsplangebieten vom Typ C, Wiesentäler und ornithologisch bedeutsames Offenland, ausgewiesen. Im Landschaftsplangebiet Marsberg gibt es auch drei Landschaftsschutzgebiete vom LSG Typ A, Allgemeiner Landschaftsschutz, wo unter anderem das Errichten von Bauten verboten ist, ferner 17 Landschaftsschutzgebiete vom LSG Typ B, Ortsrandlagen und Landschaftscharakter, wo zusätzlich Erstaufforstungen und auch die Neuanlage von Weihnachtsbaumkulturen, Schmuckreisig- und Baumschulkulturen verboten sind. Wie in den anderen 29 Landschaftsschutzgebieten vom Typ C im Landschaftsplangebiet Marsberg besteht im LSG Landschaftsschutzgebiet Hasselbicketal zusätzlich ein Umwandlungsverbot von Grünland und Grünlandbrachen in Acker oder andere Nutzungsformen. Eine maximal zweijährige Ackernutzung innerhalb von zwölf Jahren ist erlaubt, falls damit die Erneuerung der Grasnarbe vorbereitet wird. Dies gilt als erweiterter Pflegeumbruch. Beim erweiterten Pflegeumbruch muss ein Mindestabstand von 5 m vom Mittelwasserbett eingehalten werden.